# Eddie Green (cầu thủ bóng đá)
Robert Edward Green (tháng 1 năm 1912 – 1949) là một cầu thủ bóng đá người Anh. Ông thường thi đấu ở vị trí tiền đạo. Ông sinh ra ở Tewkesbury, Gloucestershire. Ông khởi đầu sự nghiệp tại đội nghiệp dư của Gloucestershire là Tewkesbury Town trước khi thi đấu cho Bournemouth & Boscombe Athletic, Derby County, Manchester United, Stockport County và Cheltenham Town.